# The Hands That Built America
Pistes de Gangs of New York: Music from the Miramax Motion Picture
Gospel Train
(3) Shimmy She Wobble
(5)
The Hands That Built America est une chanson du groupe de rock irlandais U2, composée pour le film Gangs of New York de Martin Scorsese. La chanson a été nommée à l'Oscar de la meilleure chanson originale lors des Oscars en 2003 et a remporté le Golden Globe de la meilleure chanson originale la même année.

## Clips
Comme souvent chez U2, ils existent deux clips différents de The Hands That Built America. La première mêle des images d'archives en noir et blanc du groupe jouant la chanson, alternées à des extraits de Gangs of New York. Cette vidéo utilise la version de la chanson présente sur la compilation The Best of 1990-2000.
Le second clip contient seulement des images d'archives noir et blanc de U2 interprétant la chanson. Il utilise une version acoustique, présente sur le DVD du best-of The Best of 1990-2000.

## Crédits
- Produit par William Orbit[1]
- Ingénieur du son : Carl Glanville
- Assisté par Chris Heaney
- Mixé par William Orbit au Leonard Hotel, Londres
- Claviers additionnels par William Orbit
- Programmation Pro Tools : Iain Roberton, Jake Davies et Rico Conning
- Arrangement des cordes : The Edge
- Chef d'orchestre des cordes : Daragh O'Toole
- Cordes : Katie O'Connor, Rosie Nic Athlaioch, Emer O'Grady, Una O'Kane
- Enregistré à : HQ à Dublin et à Nice